# Region Wyspy Jońskie
Region Wyspy Jońskie (nwgr. Περιφέρεια Ιονίων Νήσων, trl. Periféreia Ioníon Nī́son) – jeden z 13 regionów administracyjnych Grecji, usytuowany na zachodnim krańcu tego państwa, obejmujący swoim obszarem większą część archipelagu Wysp Jońskich bez wysp, zlokalizowanych u południowo-zachodnich wybrzeży Peloponezu (m.in. Kithira, Andikitira i Elafonisos). Poprzez wody Morza Jońskiego graniczy: od wschodu z regionem Epir i regionem Grecja Zachodnia, od północy z Albanią, a od zachodu z Włochami. Stolicą regionu jest miasto Korfu.
Region Wyspy Jońskie podzielony jest 7 demosów, które tworzą 5 jednostek regionalnych:
- Jednostka regionalna Itaka ze stolicą w Itace
- Jednostka regionalna Korfu ze stolicą w Korfu
- Jednostka regionalna Kefalinia ze stolicą w Argostolionie
- Jednostka regionalna Leukada ze stolicą w Leukadzie
- Jednostka regionalna Zakintos ze stolicą w Zakintos